# The Fearless Vampire Killers
The Fearless Vampire Killers, or Pardon Me, But Your Teeth Are in My Neck (abreviado para The Fearless Vampire Killers; originalmente intitulado Dance of the Vampires) (pt: Por Favor Não me Morda o Pescoço / br: A Dança dos Vampiros) (1967) é uma comédia de terror dirigida por Roman Polanski e estrelada por ele próprio, Jack MacGowran e Sharon Tate.

## Sinopse
A trama é ambientada na Transilvânia onde Professor Abronsius (MacGowran) e seu aprendiz Alfred (Polański) estão à caça de vampiros. Abronsius é desajeitado e pouco ambientado ao frio local, Alfred é apagado e introvertido. Os dois hospedam-se em uma pequena estalagem e Alfred encanta-se por Sarah (Tate), filha do estalajadeiro Yoineh Shagal (Alfie Bass).
Após assistir ao rapto de Sarah pelo vampiro Conde von Krolock (Ferdy Mayne), o professor e Alfred vão a seu resgate no castelo do conde. O filme se desenvolve com passagens hilárias e culmina com um baile de gala para centenas de vampiros.
No filme são estereotipados alguns vampiros muito peculiares, como Herbert von Krolock (Iain Quarrier), vampiro homossexual filho do conde, e Yoineh Shagal, vampiro judeu sobre quem a cruz, tradicional aliada dos caça-vampiros, não faz nenhum efeito.

## Elenco
- Jack MacGowran .... Professor Abronsius
- Roman Polański .... Alfred
- Sharon Tate .... Sarah Shagal
- Alfie Bass .... Yoineh Shagal
- Ferdy Mayne .... Conde von Krolock
- Iain Quarrier .... Herbert von Krolock
- Jessie Robins .... Rebecca Shagal

## Produção
Vindo em seguida ao sucesso internacional de Polanski com Repulsa ao Sexo, o filme foi produzido uma escala pródiga, com fotografia a cores, grandes estúdios de filmagem na Inglaterra, locações nos Alpes, vestuário elaborado e coreografia adequada para um período épico. Acostumado anteriormente com orçamentos baixos, Polanski escolheu alguns dos melhores técnicos do cinema britânico para trabalhar com ele: o diretor de fotografia Douglas Slocombe, o desenhista de produção Wilfrid Shingleton e o coreográfo Tutte Lemkow, que trabalhou antes em Um Violinista no Telhado, para encenar a Danse Macabre do minueto da climática cena do baile de gala ao fim do filme.
Em sua autobiografia, o diretor fala de algumas dificuldades da filmagem:"nosso primeiro mês de filmagens ao ar livre  precisou de algumas inventivas improvisações, principalmente por causa da troca de última hora da locação na Áustria para outra, Urtijëi, uma estação de esqui italiana nas montanhas Dolomitas, o que nos deixou com muito pouco tempo para adaptar nosso plano de filmagens. O fato de estarmos filmando na Itália implicava, por lei do país, de um número determinado de técnicos italianos, o que acabou criando alguns atritos. Gene Gutowski, o produtor europeu do filme, suspeitava que os italianos estivessem nos roubando escondido. 
Mesmo com todos os problemas, Polanski gostou de trabalhar no filme. O fotógrafo Slocombe declarou ao escritor Ivan Butler, autor de The Cinema of Roman Polanski, que achava que Polanski "havia posto mais de si neste filme do que em qualquer um que já havia feito. A figura de Alfred, interpretado por ele, tinha muito a ver com o próprio Polanski; uma figura leve, jovem, algo indefesa, com um toque de Kafka. A personagem é uma visão pessoal de seu próprio humor. Roman riu muito durante as filmagens.
Polanski queria Jill St. John para o principal papel feminino mas concordou em conhecer Sharon Tate a pedido do produtor americano Martin Ransohoff, o descobridor e mentor de Tate, então uma atriz ainda quase inexperiente. Depois de um jantar em que discutiram o papel, ele concordou que ela pudesse estrelar o filme, desde que Sharon usasse uma peruca vermelha para a personagem.  Durante as filmagens, em que inicialmente o diretor teve pouca paciência com a atriz, chegando a rodar setenta vezes uma mesma cena para ficar satisfeito, mas ao final elogiando seu desempenho, os dois se apaixonaram e vieram a morar juntos e a se casarem após o filme. Para a promoção publicitária, o fotógrafo Francesco Scavullo fotografou Tate na neve de casaco de pele e peruca vermelha para a revista Vogue e o próprio Polanski fez um ensaio com ela seminua para a revista Playboy. A Dança dos Vampiros, apesar das críticas frias, veio a ser um grande sucesso de público para Polanski e lançou Sharon Tate ao estrelato.
Quando o filme foi lançado nos Estados Unidos, a Metro-Goldwyn-Mayer quis vendê-lo como uma farsa de terror e sobrecarregou seu título para  The Fearless Vampire Killers, or Pardon Me, But Your Teeth Are in My Neck e editou o filme de maneira diferente da idealizada pelo diretor, o que deixou Polanski indignado. As mudanças foram feitas pelos executivos da MGM Margaret Booth e Merle Chamberlain, na tentativa de deixá-lo mais excêntrico e cartunesco.
Trinta anos depois do filme, ele foi transformado num luxuoso musical de US$7 milhões na Áustria, como nome de Tanz der Vampire ou Dança dos Vampiros.